# Karin Tuczek
Karin Tuczek (* 7. Februar 1944 in Wesermünde) ist eine bremische Politikerin (bis 1994  SPD, dann CDU). Sie war für Bremerhaven  Abgeordnete in der Bremischen Bürgerschaft.

## Biografie

### Ausbildung und Beruf
Nach Abschluss der Hauptschule folgte für Tuczek eine Ausbildung zur Großhandelskauffrau. Von 1962 bis 1987 war sie als kaufmännische Angestellte bei der Niedersächsischen Landesentwicklungsgesellschaft mbH tätig. Seit Oktober 1987 ist sie Mitarbeiterin bei der Wirtschaftsförderungsgesellschaft mbH (jetzt BIS Bremerhavener Gesellschaft für Investitionsförderung und Stadtentwicklung mbH) mit dem Zuständigkeitsbereich Bestandspflege. 

### Politik
Tuczek war bis zum 19. Mai 1994 Mitglied in der SPD in Bremerhaven - Geestemünde. Am 18. Juli 1994 trat sie in die CDU ein. Hier war sie auch Mitglied im Kreisvorstand der CDU in Bremerhaven und ist im Vorstand des Stadtbezirks Geestemünde. Sie ist Stellvertretende Vorsitzende der Mittelstandsvereinigung (MIT) der Bremerhavener CDU.
Sie war rund 24 Jahre lang Mitglied der Bremischen Bürgerschaft; für die SPD von 1979 bis 1987 und von 1991 bis 1994 und für die CDU von 1994 bis 2003 sowie vom 15. August 2003 bis 2007. Während dieser Zeit gehörte sie unter anderem dem Ausschuss für die Gleichberechtigung der Frau und den Deputationen für Arbeit und Gesundheit sowie für Wissenschaft an.

### Weitere Mitgliedschaften
- Sie trat der ÖTV bei.
- Sie war Mitglied im Verwaltungsrat der Stiftung Deutsches Schifffahrtsmuseum.